# 富崎漁港
富崎漁港（とみさきぎょこう）は、千葉県館山市にある第2種漁港。館山市南部に位置している。

## 概要
- 管理者 - 千葉県農林水産部水産局
- 漁業協同組合 - 館山市布良、相浜

## 沿革
- 1951年（昭和26年）7月10日 - 第2種漁港に指定

## 周辺
南房総国定公園の区域内にある。周辺は、岩礁及び砂浜を形成し変化に富んでいる。